# Komoran (Gllogoc)
Pour les articles homonymes, voir Komorane.
Komoran en albanais et Komorane en serbe latin (en serbe cyrillique : Коморане) est une localité du Kosovo située dans la commune/municipalité de Gllogoc/Glogovac, district de Pristina. Selon le recensement kosovar de 2011, elle compte 4 393 habitants.

## Démographie

### Évolution historique de la population dans la localité
| 1948 | 1953 | 1961  | 1971  | 1981  | 1991  | 2011  |
| ---- | ---- | ----- | ----- | ----- | ----- | ----- |
| 805  | 915  | 1 076 | 1 404 | 2 169 | 3 080 | 4 393 |

|  |

### Répartition de la population par nationalités (2011)
En 2011, les Albanais représentaient 99,86 % de la population.